# ネットマーブルジャパン
ネットマーブルジャパン株式会社は東京都港区に本社を置く日本の会社。韓国ネットマーブルと日本のソフトバンクBB（現・ソフトバンク）の合弁会社でPCオンラインゲームやスマートフォン向けのモバイルゲームサービスを提供している。主なタイトルに「MONSTER CRY」、「SDガンダム カプセルファイターオンライン」、「真・三國無双Online」等。
日本のネットマーブルは、CJインターネットジャパン株式会社が運営していた、ゲームを中心としたエンターテインメント・ポータルサイトであった。同社がソフトバンクグループと共同で2004年12月に開設した。略して「ネトマ」などとも呼ばれていた。
元は韓国の「ネットマーブル」で、こちらはグループ会社のCJインターネット株式会社が運営している。

## 概要
ネットマーブルを利用するには、無料の会員登録とゲームのダウンロードが必要となっていた。ゲームは50種類以上あった。

## 履歴
- 2001年8月 - 前身となる株式会社ネットマーブルジャパン設立
- 2004年8月27日 - CJインターネット50%とソフトバンクBB33.75%とベクター10%とテクノブラッド6.25%の合同出資で「CJインターネットジャパン株式会社」設立[3]
- 2004年12月20日 - ソフトバンクグループと共同でポータルサイト「ネットマーブル」を開設。
- 2005年野菜村を中心に、数々の新規ゲームを導入
- 2005年8月 - GUNZ Online上陸
- 2005年9月 - 東京ゲームショウ出展(GUNZ Online)
- 2005年10月 - ポータルサイト「ネットマーブル」会員100万人突破
- 2006年9月 - ポータルサイト「ネットマーブル」リニューアル
- 2006年10月 - ポータルサイト「ネットマーブル」会員200万人突破
- 2006年12月15日 - ベクター保有株5.2%をソフトバンクBBへ譲渡[4]
- 2012年2月2日 - ポータルサイト「ネットマーブル」閉鎖[5]
- 2014年12月16日 - 韓国CJ E&Mから分離独立した事に伴いCJインターネットジャパンからネットマーブルジャパンへ社名変更[6]
- 2015年3月11日 - 資本金17億円→2億円、資本準備金9億円→0円に減資[7]

## 運営内容

### 提供中のゲーム

#### Android・iOSアプリ
- リネージュ2 レボリューション ※Netmarble Neo開発
- マーベル・フューチャーファイト ※ネットマーブルモンスター開発
- 七つの大罪 〜光と闇の交戦〜 ※Funnypaw開発
- ブレイドアンドソウル レボリューション ※CherryBugs開発
- 二ノ国：Cross Worlds
- A3: STILL ALIVE スティルアライブ
- セブンナイツ2
- THE KING OF FIGHTERS ARENA
- 俺だけレベルアップな件：Arise
- 七つの大罪 リトルクロニクル
- セブンナイツ ポケット- 放置系RPG
- 神之塔：New World
- GRAND CROSS : Age of Titans
- マージ・クーヤ・アイランド
- King Arthur: Legends Rise

### 配信終了及び終了予定のゲーム

#### Android・iOSアプリ
- カオスヴェイン (2012年10月17日[8]～) ※Mobicle開発
- Monster Cry (2013年7月29日[9]～2016年3月31日[10]) ※韓Monster Smile開発
- 助けて！アニマル戦隊 (2013年10月15日[11]～)
- サムライソウル (2013年4月15日[12]～) ※ナウプロダクション開発
- サムライソウルイクサ (2013年11月25日[13]～) ※ナウプロダクション開発
- ストーンエイジ Mobile (2014年3月27日[14]～)
- プロ野球列伝 レジェンドナイン2014 (2014年4月17日[15]～)
- レイヴン (2015年10月8日[16]～2017年12月14日[17])
- ナイツクロニクル (日本版：2017年3月2日[18]〜2019年2月28日[19]、グローバル版に引き継ぎ) ※ネットマーブルモンスター開発
- スター・ウォーズ：フォース・アリーナ (2017年1月13日[20]〜2019年3月19日[21]) ※ネットマーブルモンスター開発
- テリアサーガ (2018年5月24日〜2019年12月20日[22]) ※Netmarble Blue開発
- 妖怪ウォッチ メダルウォーズ (2019年7月30日〜2020年12月3日[23]) ※ネットマーブルモンスター開発[24]
- TERA ORIGIN (2019年10月10日〜2021年1月28日[25]) ※Squall開発
- マジック：マナストライク (2020年1月29日〜2021年2月24日[26]) ※ネットマーブルモンスター開発[27]
- フィッシングストライク（2018年4月13日[28]〜2021年6月28日） ※WeMade Plus (WeMade Entertainment子会社) 開発
- NBA Ball Stars（2021年4月6日[29]〜2021年12月17日[30]） ※Kung Fu Factory（英語版）開発[31]
- アイアン・スローン（2018年5月16日[32]〜2022年頃[33]） ※4PLAT開発
- ファントムゲート: The Last Valkyrie（2018年9月18日[34]〜2022年9月16日[35]） ※Level9開発
- セブンナイツ（2016年2月5日〜2023年5月9日[36]） ※Netmarble Nexus開発
- ストーンエイジ ワールド（2020年6月18日〜2023年8月24日[37]）
- マーベル・フューチャーレボリューション（2021年8月25日〜2023年8月25日[38]）※Netmarble Monster開発
- BTS Universe Story（2020年9月24日〜2023年9月22日[39]）
- BTS WORLD（2019年6月26日〜2023年12月25日[40]）※ネットマーブルモンスター開発
- KOF ALLSTAR（2018年7月26日〜2024年10月31日[41]）※Netmarble Neo開発

#### Weeeple時代に配信終了したゲーム
Weeepleで提供されていたゲーム。
- 真・三國無双Online Z (旧真・三國無双Online←真・三國無双BB、2007年9月1日ELEVEN-UPより運営移管[42]、2015年5月14日コーエーテクモゲームスへ運営移管[43]) ※コーエーテクモ開発
- SDガンダム カプセルファイターオンライン (2010年6月17日[44]～2015年6月12日[45]) ※韓SOFTMAX開発
- LOST SAGA (2011年10月6日[46]～2014年2月20日[47]) ※韓I.O. Entertainment（英語版）開発
- イルミアナイツ～4つの鍵と72の魔神～ (2012年9月10日[48]～2013年7月30日)
- ダイスdeリッチ (2013年8月8日[49]～2015年3月24日) ※韓N2Play Studio開発

#### ネットマーブル時代に配信終了したゲーム
ネットマーブルのポータルサイト (2004年12月20日～2012年2月2日) で提供されていたゲーム。
- 野菜村 (2004年12月20日[50]～2011年2月16日[51])
- クロスワード+ (2004年12月20日[50]～)
- キャッチマインド (2004年12月20日[50]～2007年12月26日)
- トゥインキー (2004年12月20日[50]～2007年12月26日)
- 100万ボルト (2004年12月20日[50]～2007年12月26日)
- まちがい探し (2004年12月20日[50]～)
- モンキーヘキサー (2004年12月20日[50]～)
- ビンゴビンゴ (2004年12月20日[50]～)
- 四川省DX (旧四川省、2004年12月20日[50]～)
- 麻雀ソリティア (2004年12月20日[50]～2007年12月26日)
- 囲碁 (2004年12月20日[50]～2007年12月26日)
- 五目ならべ (2004年12月20日[50]～)
- 碁石おとし (2004年12月20日[50]～)
- 将棋おとし (2004年12月20日[50]～)
- 9ボール (2004年12月20日[50]～)
- 8ボール (2004年12月20日[50]～)
- 4ボール (2004年12月20日[50]～)
- 3ボール (2004年12月20日[50]～)
- フリーボール (2004年12月20日[50]～)
- 賭け3球 (2004年12月20日[50]～)
- アサルトギア (2004年12月20日[50]～)
- ミッション！二人花札 (2004年12月20日[50]～)
- 二人花札 (2004年12月20日[50]～2007年12月26日)
- 花札 (2004年12月20日[50]～)
- おいちょかぶ (2004年12月20日[50]～)
- 大富豪 (2004年12月20日[50]～2007年12月26日)
- セブンポーカー2 (2004年12月20日[50]～)
- セブンブリッジ+ (2004年12月20日[50]～)
- キャラチャット (2004年12月20日[50]～)
  - Newキャラチャット (2006年3月17日[52]～)
- カートゥーンレーサー (2005年2月4日[53]～)
- ワードバトル (2005年2月15日[54]～)
- ワードビンゴ (2005年2月15日[54]～)
- クイズマーブル (2005年2月15日[54]～)
- モアモア (オープンβテスト2005年3月14日[55]～、2007年12月26日サービス終了)
- マーブルパーラー (2005年6月24日[56]～)
- DJMAX (2005年8月4日[57]～2008年3月31日)
- チョコマ (2005年8月26日[58]～) - Flashゲーム集
- Crazy Soccer (オープンβテスト2005年9月22日[59]～)
- モンスターくるくる (オープンβサービス2005年2月18日[60]～、正式サービス2005年10月14日[61]～) ※韓SONNORI開発
- Gunz the Duel (旧Gunz Online、後のGUNZWEI、2005年10月21日[62]～2008年8月8日[63]、後にゲームオンへ移管[63]) ※韓MAIET Entertainment（英語版）開発
- Ragnarok TCG (2006年1月19日[64]～2008年1月18日) ※韓GRAVITY開発
- ダークエデン (2006年2月16日正式サービス開始[65]、2011年11月24日コムシードへ運営移管[66]) ※SOFTON Entertainment開発
- NOVA1492 A.R. (オープンβテスト2006年2月24日[67]～) ※韓ARAMARU開発
- Metin2 (2006年4月26日～2010年5月31日[68]、後にSankandoへ運営変更) ※韓Ymir Entertainment開発
- 名探偵コムのまちがい探し (2006年9月14日[69]～2007年12月26日)
- ワンダーキング (オープンβテスト2007年5月31日[70]～) ※韓ToWinGames開発
- バニラキャット (オープンβテスト2007年9月27日[71]～)
- THEOS Online (オープンβテスト2007年11月14日～2008年2月7日[72]) ※韓ARAMARU開発
- 破天一剣 (2008年3月7日[73]～2009年11月2日[74]) ※韓MAGICS開発
- 龍虎の里 (2008年4月28日[75]～2009年2月27日[76]) ※韓MAGICS開発
- SEVEN YEARS OF WAR (2008年10月9日～2009年9月10日[77]) ※韓CRAZY BOX開発
- YS Online ～古代シーマの鼓動～ (旧Ys Online ～The Call of Solum～、2009年4月30日[78]～2011年10月3日[79])

##### チャネリングサービスのみ
日付はチャネリングサービス期間 (βテストを含む)。
- トリックスター0 (旧トリックスター+、2005年3月1日～) ※韓Ntreev Soft開発、ジークレスト運営
- RED STONE (2005年5月19日～、2011年7月28日ゲームオンへアカウント移管) ※韓L&K Logic Korea開発、ゲームオン運営
- ミュー ～奇蹟の大地～ (2005年7月14日[80]～) ※韓Webzen（朝鮮語版）開発、ゲームオン運営
- アルティメット学園 乱 (後のRAN ONLINE、2005年7月28日[81]～) ※韓MIN COMMUNICATIONS開発、エキサイト運営
- ストラガーデン (後のストラガーデンNEO、2006年1月27日[82]～) ※日フロム・ネットワークス開発、ゲームガーデン運営
- ラストカオス[83] ※韓NAKO Entertainment開発、ドリームエンターテイメント運営
- 君主 (後の君主online、2006年4月21日[84]～) ※韓Ndoors開発、ゲームポット運営
- ラピスオンライン (2006年6月1日[85]～) ※韓プロシード開発、エムゲームジャパン運営
- 英雄オンライン (2006年6月8日[85]～) ※韓MGAME開発、エムゲームジャパン運営
- デカロン (2006年6月15日[86]～、2007年10月24日ゲームヤロウへアカウント移管[87]) ※韓ゲームハイ開発、日本モリア運営
- デコオンライン (2006年6月28日[88]～) ※韓RocSoft開発、GMO Games運営
- グランドチェイス (2006年6月29日[89]～) ※韓KOG開発、ネクソンジャパン運営
- MicMacオンライン (2006年7月7日[90]～) ※韓JOYSPELL開発、ベクター運営
- ストーンエイジ2 (2006年7月25日[91]～) ※ガイナックス運営
- 熱血江湖 Online (2006年7月26日[92]～) ※韓MGAME及びKRG SOFT開発、エムゲームジャパン運営
- カモンベイビー！ (2006年8月23日[93]～) ※韓Expotato開発、エキサイト運営
- RF ONLINE Z (2007年9月12日[94]～) ※韓CCR開発、ゲームオン運営
- PRIUS ONLINE (2009年8月5日[95]～) ※韓CJ Internet開発、ゲームオン運営

### 特徴
共同プロモーション展開しているゲームも数多く存在していた。

ハンゲームと同じく、ActiveXを利用している為にWindowsとInternet Explorerブラウザでしかアクセスすることが出来なかった。
また、単体運営で提供されているゲームはスクリーンショットから攻略掲示板までのコミュニティが設置されていた。
低スペックでゲームが出来るため、低年齢の層が厚かった。

### その他のサービス
- マブログ
- meeeple

## 会員登録
ネットマーブルのサービスを利用するには、無料の会員登録が必要である。会員登録すると、ネットマーブルからお知らせメールが届くが、これは会員登録時に配信の有無を選択することができた。
会員登録はゲームにログインするためのIDとPW、メールアドレス(PCで、フリーメールでも可)、ネットマーブルからのメールを受信するか、ゲーム内での名前、生年月日、性別と至って簡単であった。
会員登録が完了すると、ゲーム・アバター・キャラチャット、ひろば、マイページのすべてのサービスを利用することができた。
ひろばというのは、ネットマーブル内の公式掲示板のことであった。マイページでは、会員情報を変更したり、ネットマーブル内の会員へメールを送信できる機能、「ミニメール」を利用したりすることができた。

## 有料サービス
ネットマーブルは、2005年7月22日午前9時にアバターのサービスが有料化となった。これに伴い、一部のゲームや、ゲームのオプションなどが有料化された。
有料サービスは、マーブルポイント（MP）と呼ばれるウェブマネーを購入すると利用することができる。
※アバターに関しては、2008年1月31日午後3時をもって有料販売を終了している。
無料サービス時に着用していたアバターは削除されないということだったが、有料化によってネットマーブルの各所で批判の声が起きた。
しかし現在では、有料サービスを利用する人も多く、大きな混乱は起こっていない。これは、有料化を認めている利用者の説得があったことも大きく関わっていると思われる。
一方、大きな混乱は起こっていないのだが、ゲーム内で「IDとMPを交換してください」などという人に対し、不正な取引（詐欺行為等）を行うことが問題となっている。なおネットマーブル利用規約では、IDやパスワードを他人に教える行為や、教えてもらう行為は禁止されている。こういった問題の原因として、低年齢層の利用者が多いことが挙げられる。
だが、2012年2月16日午前10時をもって閉鎖された。